# Comuna Vîla-Earuzki, Cernivți
Vîla-Earuzki (în ucraineană Вила-Ярузькі) este o comună în raionul Cernivți, regiunea Vinnița, Ucraina, formată din satele Bukatînka, Svitle și Vîla-Earuzki (reședința).

## Demografie
Componența lingvistică a satului Vîla-Earuzki
     Ucraineană (98,32%)
     Rusă (1,47%)
     Alte limbi (0,1%)
Conform recensământului din 2001, majoritatea populației satului Vîla-Earuzki era vorbitoare de ucraineană (98,32%), existând în minoritate și vorbitori de rusă (1,47%).